# Bongo (gewog i Bhutan)
Bongo är en gewog (grupp av byar) i Bhutan. Den ligger i distriktet Chukha, i den sydvästra delen av landet.
I omgivningarna runt Bongo växer i huvudsak städsegrön lövskog.